# Wider peacekeeping
Wider peacekeeping («Расширенное поддержание мира») — военная концепция Великобритании 1994—1995 годов, отражающая появление нового типа миротворческих операций, по своим характеристикам занимающих промежуточное положение между традиционным поддержанием мира (traditional peacekeeping) и принуждением к миру (peace enforcement).

## История создания
Данная концепция была разработана специально для действий в рамках сил ООН UNPROFOR (United Nations Protection Force) в бывшей Югославии. В ходе данной операции в военных кругах Великобритании появились сомнения в должной степени подготовленности Британской армии к новым вызовам в условиях архитектуры безопасности, сложившейся после «холодной войны». Одним из наиболее активных сторонников пересмотра существующего британского подхода к миротворчеству и создания новой доктрины выступил бывший командир батальона Джон Маккинли. В 1993 году по распоряжению генерал-майора Уилкокса, отвечавшего за ведение боевых действий на суше, была начата работа по созданию новой доктрины, учитывавшей опыт Боснии. Первый план проекта под условным наименованием «за рамками поддержания мира» разрабатывался под руководством полковника Алана Мэллинсона (Allan Mallinson) и двух подполковников — Чарльза Добби (Charles Dobbie) и Филиппа Уилкинсона (Philip Wilkinson). Работа значительно осложнилась тем, что Мэллинсон и Добби относились к сторонникам «традиционного поддержания мира», а Уилкинсон к так называемым «реформистам» (См. раздел Критика). Однако Мэллинсон был назначен руководителем проекта, а Добби — основным автором документа (тогда как задача Уилкинсона состояла во взаимодействии с британскими войсками в Боснии), поэтому именно их идеи легли в основу концепции. Чуть позже Ч. Добби вышел в отставку, и А. Мэллинсон стал основным автором; в конце 1994 года он составил единую версию доктрины. Окончательный вариант был опубликован в 1995 году.

## Основные положения
Концепция отражает расширение круга функций миротворческих операций (включающих теперь как традиционные, так и «переходные» функции и занимаемое ими положение между традиционным поддержанием мира и принуждением к миру. Она представляет собой попытку адаптировать нормы традиционных операций к жёстким и сложно просчитываемым условиям, когда продолжается активная фаза конфликта.
Согласно определению, данному в тексте доктрины, расширенное поддержание мира представляет собой «операции, осуществляемые с согласия конфликтующих сторон в поддержку усилий по достижению или поддержанию мира в целях содействия безопасности и поддержания жизни в районах потенциального или действующего конфликта» К основным задачам операций подобного типа относятся: защита территории и населения; операции оказания помощи; разоружение конфликтующих сторон; полицейская охрана демилитаризованных объектов; наблюдение за демобилизацией; наблюдение за проведением выборов и помощь в их организации; помощь в восстановлении правительства, сил полиции и армии, задачи миростроительства. Основная деятельность включает в себя меры по предотвращению конфликтов, операции по демобилизации, военную помощь, гуманитарную помощь.
Выделяют 6 основных характеристик расширенного поддержания мира:
- Данные операции проходят в условиях продолжающегося конфликта и насилия (даже если имеется формальное соглашение о прекращении военных действий);
- Тенденция к проведению подобных операций во время так называемых «войн нового типа» вместо традиционных межгосударственных конфликтов;
- Включение в мандат задач, выходящих за рамки традиционного поддержания мира;
- Рост и расширение так называемого «гуманитарного сообщества», с которым миротворцы должны были часто координировать действия;
- Часто меняющиеся мандаты миссий;
- Несоответствие целей и средств, отсутствие достаточных средств для выполнения амбициозных мандатов.[7]

### Трансформация основных принципов традиционного поддержания мира в концепции
Пересмотру подвергаются основополагающие принципы традиционных операций по поддержанию мира, а именно: согласие сторон, нейтралитет, неприменение силы за исключением случаев самообороны и защиты мандата. Так, не все аспекты многофункциональных миссий должны выполняться при полном согласии всех сторон конфликта. Принцип «неприменение силы» трансформировался в «минимально необходимое применение силы», то есть миротворческие силы могут, в случае необходимости, использовать силу или угрозу силы для выполнения мандата. В подобных операциях силу допустимо применять не только для самообороны (как в традиционных операциях по поддержанию мира), но и «для защиты гражданского персонала различных общественных и гуманитарных организаций, сотрудничающих с ООН в районе конфликта, для защиты местного мирного населения, а также тогда, когда участники конфликта препятствуют выполнению задач, поставленных в мандате операции». Весьма сложным является взаимоотношение согласия, силы и беспристрастности. В концепции «расширенного поддержания мира» проводится различие между тактическим и оперативным уровнем согласия. Если на тактическом уровне применение силы допускается (например, для защиты гражданского населения или при воспрепятствовании миссии одной или несколькими из враждующих сторон), то на оперативном уровне чрезмерное использование силы может иметь негативные последствия отсутствия согласия на проведение миссии в целом; в таком случае будет подорвано доверие сторон конфликта к миротворческим силам как к силам беспристрастным и непредвзятым, что приведет к сомнениям в легитимности проводимых операций, неконтролируемой эскалации конфликта и проявлениям насилия. В доктрине содержится предупреждение в отношении злоупотребления применения силы и слишком амбициозных мандатов при отсутствии необходимых ресурсов. Принцип нейтралитета был заменен на принцип беспристрастности. Если нейтралитет предполагает пассивное наблюдение, то беспристрастность требует принципиальных оценок относительно мандата миссии или гуманитарного права и соответствующих действий с целью противодействия их нарушению какой-либо из конфликтующих сторон.

### «Расширенное поддержание мира» vs «принуждение к миру»
Для создателей концепции основным критерием разграничения «поддержания мира» и принуждения к миру является принцип согласия, который должен действовать на политическом и на оперативном уровне. Принуждение к миру представляется военными действиями, наподобие действий во время войны в Персидском заливе или в Корее:

Принуждение к миру — это, в конечном счете, использование силы, чтобы в принудительном порядке добиться согласия в отсутствие такового; существует вероятность того, что одна или более из воюющих сторон становится де-факто врагом, и сами войска, принимающие участие в интервенции, оказываются вовлеченными в боевые действия. В этих условиях необходим подход сродни боевым действиям, когда принципы поддержания мира вытесняются принципами войны; а именно, внезапным нанесением удара, сосредоточением вооруженных сил и наступательными действиями.

Необходимо отметить, что те операции, которые в понимании британских политиков и военных подпадают под категорию «расширенное поддержание мира», в американских концепциях классифицируются обычно как «принуждение к миру». Разница между двумя указанными подходами заключается, прежде всего, в том, что авторы британской доктрины четко разграничивают поддержание мира и принуждение к миру, сравнивая последнее с войной; а смешение стратегических целей военных действий и миротворчества может поставить под угрозу успех самой миссии и жизни миротворцев. Миротворческие силы, по их мнению, не могут и не должны быть использованы для изменения баланса сил в гражданской войне или ином конфликте. Ч. Добби сравнивает участников операций по поддержанию мира и участников операций по принуждению к миру с рефери и футболистом, соответственно; цель одного — выиграть, тогда как цель другого — следить, чтобы играли по правилам; они не могут следовать общим принципам деятельности.
В американском же понимании, оба данных вида операций объединены в общую группу миротворческих операций. В их задачи входит принуждение конфликтующих сторон к действиям в соответствии с резолюциями Совета Безопасности ООН, то есть принуждение к согласию на проведение операции. Однако с течением времени британские концепции миротворческих операций все более склонны следовать за американскими в отношении смешения понятий «поддержание мира» и «принуждение к миру». Таким образом, комплексные операции в определенной степени все больше сближаются с операциями по принуждению к миру.

## Критика
Критика в адрес концепции высказывалась ещё во время её подготовки (См. раздел История создания). В военных кругах не было единогласного одобрения доктрины, «реформисты» (в том числе Ф. Уилкинсон) обвиняли основных авторов концепции в том, что она представляет собой лишь новый вариант старой концепции традиционного поддержания мира и является слабым ответом на те новые вызовы, с которыми приходилось сталкиваться в конфликтной обстановке. На взгляд военных, в ней было мало связи с британской военной мыслью и слишком много положений в духе миротворчества ООН, это был скорее политический документ, чем военный (а именно он был необходим.
С другой стороны, даже многие из тех, кто приветствовал появление новой доктрины, сочли её слишком «мрачной» и «недостаточно гибкой».
Подход, декларируемый в доктрине, был признан бесполезным в тех случаях, когда не оставалось иного выбора, чем перейти «черту согласия» и прибегнуть к принуждению к миру. В концепции говорилось, что подобный переход должен быть результатом целенаправленной политики, но отсутствовали любые указания на последствия и необходимые дальнейшие действия.
Подход Чарльза Добби в отношении принуждения к миру представлялся пассивным, так как делал миротворцев зависимыми от согласия и сотрудничества конфликтующих сторон; в этих условиях успешное выполнение миссий по поддержанию мира могло быть подставлено под угрозу из-за действий тех акторов, которые хотели бы воспрепятствовать процессу мирного урегулирования, так как он не отвечает их собственным интересам.